# Mirin
El Mirin (Japonès: 味醂) és un tipus de vi d'arròs i un ingredient comú a la cuina japonesa bastant semblant al sake però amb menor contingut d'alcohol i major nivell de sucre. Els sucres que conté és un hidrat de carboni complex que es forma de manera natural durant el procés de fermentació, sense afegir-hi sucres. El volum d'alcohol es redueix força quan s'escalfa el líquid.

## Tipus
Es comercialitzen tres tipus de productes mirin . El primer és hon mirin (literalment: veritable mirin), que conté al voltant d'un 14% d'alcohol i es produeix mitjançant un procés maceració (sacarificació) de 40 a 60 dies. El segon és el shio mirin (literalment: sal mirin), que conté un mínim d'1,5% de sal per evitar el seu consum i evitar l'impost sobre l'alcohol.
Els tercers són condiments semblants al mirin anomenats shin mirin (literalment: nou mirin), o mirin-fu chomiryo (literalment: condiments similars al mirin), que són substituts, no en realitat mirin . Són barreges de xarops edulcorants, aromatitzants com extractes de kōji i potenciadors del sabor. Contenen menys de l'1% d'alcohol.
El terme o nom comercial aji-mirin (literalment: taste mirin) pot significar diverses coses, com ara mirin de sal, mirin sintètic, o condiments semblants a mirin.

## Usos
En el període Edo, el mirin es consumia com a amazake. L'O-toso, consumit tradicionalment a l'Any Nou japonès, es pot fer remullant una barreja d'espècies en mirin.
A l'estil de cuina Kansai, el mirin es bull breument abans d'utilitzar-lo, permetent que s'evapori part de d'alcohol. A l'estil regional Kantō, el mirin s'utilitza sense tractar. El mirin bullit a l'estil Kansai s'anomena nikiri mirin (煮切り味醂
</link>) (literalment: mirin ben bullit).

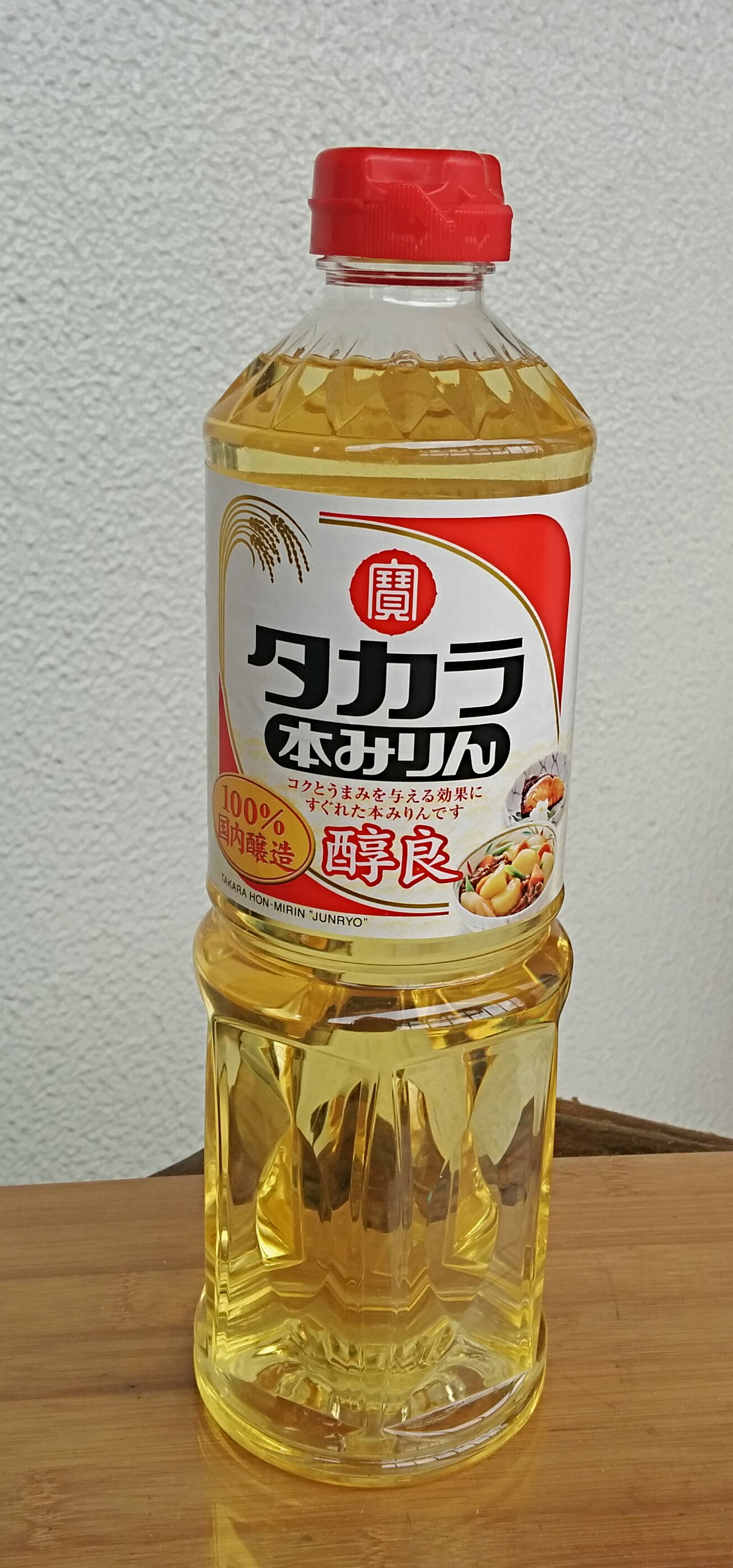
Ampolla comercialitzada de mirin

El mirin afegeix sútilitza sovint per alegrar plats de peix a la planxa o per esborrar l'olor de peix. Sovint s'utilitza una petita quantitat per substituir el sucre o la salsa de soja. També s'utilitza per acompanyar el sushi.
El mirin també és un ingredient d'altres salses:
- Salsa Kabayaki (anguila a la brasa): mirin, salsa de soja, sake, sucre, os de peix (opcional).
- Salsa de mirin Nikiri: salsa de soja, dashi, mirin, sake, en una proporció de 10:2:1:1
- Sushi su (vinagreta d'arròs de sushi): vinagre de vi d'arròs, sucre, salsa nikiri mirin
- Salsa teriyaki.